# Liste der denkmalgeschützten Objekte in Weitra
Die Liste der denkmalgeschützten Objekte in Weitra enthält die 47 denkmalgeschützten, unbeweglichen Objekte der Stadtgemeinde Weitra, Niederösterreich.

## Denkmäler
| Foto |                 | Denkmal                                                                                 | Standort                                   | Beschreibung | Metadaten |
| ---- | --------------- | --------------------------------------------------------------------------------------- | ------------------------------------------ | --- | --- |
| ja   | Datei hochladen | Alte Textilfabrik, Herrenhaus (auch Hacklmühle) HERIS-ID: 111385 Objekt-ID: 129217      | Oberbrühl 12 Standort KG: Brühl            | Das zweigeschoßige Wohnhaus besitzt eine Biedermeier-Deckenbemalung und ist mit einem dreifach abgesetzten Mansardwalmdach gedeckt. | BDA-Hist.: Q37823866 Status: Bescheid Stand der BDA-Liste: 2025-06-30 Name: Alte Textilfabrik, Herrenhaus (auch Hacklmühle) GstNr.: .26/1 Alte Textilfabrik, Herrenhaus in Oberbrühl                                                                |
| ja   | Datei hochladen | Alte Textilfabrik, Textilmuseum (auch Hacklmühle) HERIS-ID: 29710 Objekt-ID: 26369      | Oberbrühl 13 Standort KG: Brühl            | Die Hacklmühle an der Lainsitz wurde urkundlich erstmals 1647 erwähnt. Die ehemalige Papiermühle wurde 1689 errichtet. Die Textilindustrie nutzte die Anlage ab 1864, bis zur Stilllegung im 20. Jahrhundert. | BDA-Hist.: Q37927815 Status: Bescheid Stand der BDA-Liste: 2025-06-30 Name: Alte Textilfabrik, Textilmuseum (auch Hacklmühle) GstNr.: .28 Alte Textilfabrik, Oberbrühl                                                                              |
| ja   | Datei hochladen | Kath. Filialkirche Mariae Himmelfahrt HERIS-ID: 29714 Objekt-ID: 26373                  | Großwolfgers 47 Standort KG: Großwolfgers  | Die 1701 erbaute und 1705 geweihte Kirche weist ein quadratisches Langhaus auf. Die Einrichtung stammt großteils aus dem 18. Jahrhundert. | BDA-Hist.: Q37927823 Status: § 2a Stand der BDA-Liste: 2025-06-30 Name: Kath. Filialkirche Mariae Himmelfahrt GstNr.: .27 |
| ja   | Datei hochladen | Ortskapelle HERIS-ID: 29718 Objekt-ID: 26377                                            | Standort KG: Reinprechts                   | Die Kapelle wurde von 1875 bis 1877 nach Plänen von Johann Hölzl erbaut. | BDA-Hist.: Q37927830 Status: § 2a Stand der BDA-Liste: 2025-06-30 Name: Ortskapelle GstNr.: .49 |
| ja   | Datei hochladen | Kath. Pfarrkirche hl. Johannes der Täufer und Friedhof HERIS-ID: 29725 Objekt-ID: 26385 | Spital 17 Standort KG: Spital              | Die Kirche ist ein romanisches, in der Gotik verändertes Bauwerk. Die Sakristei wurde im Barock angebaut. 1983 wurden Wandmalereien aus der Zeit um 1360 freigelegt. | BDA-Hist.: Q20754116 Status: § 2a Stand der BDA-Liste: 2025-06-30 Name: Kath. Pfarrkirche hl. Johannes der Täufer und Friedhof GstNr.: .34 Pfarrkirche hl. Johannes der Täufer, Spital bei Weitra                                                   |
| ja   | Datei hochladen | Ehem. Pfarrhof HERIS-ID: 29726 Objekt-ID: 26386                                         | Spital 17 Standort KG: Spital              | Der ehemalige Pfarrhof stammt aus dem Barock. | BDA-Hist.: Q37927852 Status: Bescheid Stand der BDA-Liste: 2025-06-30 Name: Ehem. Pfarrhof GstNr.: .35/1 |
| ja   | Datei hochladen | Pfarrhof HERIS-ID: 29721 Objekt-ID: 26380                                               | Sankt Wolfgang 7 Standort KG: St. Wolfgang | Der zweigeschoßige Pfarrhof wurde im dritten Viertel des 18. Jahrhunderts erbaut. | BDA-Hist.: Q37927840 Status: § 2a Stand der BDA-Liste: 2025-06-30 Name: Pfarrhof GstNr.: .24 Pfarrhof St. Wolfgang bei Weitra |
| ja   | Datei hochladen | Kath. Pfarrkirche hl. Wolfgang HERIS-ID: 29720 Objekt-ID: 26379                         | Standort KG: St. Wolfgang                  | Die spätgotische Hallenkirche wurde 1407 geweiht. Der von 1692 bis 1694 geschaffene Hochaltar und der Altar in der Sakristei sind Werke Balthasar Threyers, die Altarblätter auf zwei Seitenaltären fertigte Martin Johann Schmidt. | BDA-Hist.: Q21037137 Status: § 2a Stand der BDA-Liste: 2025-06-30 Name: Kath. Pfarrkirche hl. Wolfgang GstNr.: .20 Pfarrkirche hl. Wolfgang, St. Wolfgang, Weitra                                                                                   |
| ja   | Datei hochladen | Ortskapelle Walterschlag HERIS-ID: 29729 Objekt-ID: 26389                               | Standort KG: Walterschlag                  | Die Kapelle wurde 1871 erbaut. | BDA-Hist.: Q37927859 Status: § 2a Stand der BDA-Liste: 2025-06-30 Name: Ortskapelle Walterschlag GstNr.: .20 |
| ja   | Datei hochladen | Fußgängerbrücke HERIS-ID: 64917 Objekt-ID: 77694                                        | Standort KG: Walterschlag                  | | BDA-Hist.: Q38108635 Status: § 2a Stand der BDA-Liste: 2025-06-30 Name: Fußgängerbrücke GstNr.: 1267/19 |
| ja   | Datei hochladen | Bürgerhaus HERIS-ID: 29736 Objekt-ID: 26396                                             | Auhofgasse 120 Standort KG: Weitra         | Das eingeschoßige Gebäude war Teil der herrschaftlichen Wirtschaftsverwaltung. Es besitzt eine spätgotische Balkendecke und einen barocken Rauchfang. | BDA-Hist.: Q37927878 Status: Bescheid Stand der BDA-Liste: 2025-06-30 Name: Bürgerhaus GstNr.: .97 Auhofgasse 120, Weitra |
| ja   | Datei hochladen | Bürgerhaus HERIS-ID: 29744 Objekt-ID: 26406                                             | Auhofgasse 122 Standort KG: Weitra         | Das eingeschoßige Gebäude mit spätbarocker Fassade stammt aus dem dritten Viertel des 18. Jahrhunderts. | BDA-Hist.: Q37927894 Status: Bescheid Stand der BDA-Liste: 2025-06-30 Name: Bürgerhaus GstNr.: .99 Auhofgasse 122, Weitra |
| ja   | Datei hochladen | Wohn- und Geschäftshaus HERIS-ID: 29747 Objekt-ID: 26409                                | Auhofgasse 123 Standort KG: Weitra         | Das zweigeschoßige Eckhaus mit Schopfwalmdach weist eine barocke Fassade auf, deren barocke Färbelung rekonstruiert wurde. | BDA-Hist.: Q37927901 Status: Bescheid Stand der BDA-Liste: 2025-06-30 Name: Wohn- und Geschäftshaus GstNr.: .91 |
| ja   | Datei hochladen | Wohnhaus HERIS-ID: 29750 Objekt-ID: 26412                                               | Auhofgasse 124 Standort KG: Weitra         | | BDA-Hist.: Q37927908 Status: Bescheid Stand der BDA-Liste: 2025-06-30 Name: Wohnhaus GstNr.: .103 |
| ja   | Datei hochladen | Wohn- und Geschäftshaus HERIS-ID: 29752 Objekt-ID: 26414                                | Auhofgasse 125 Standort KG: Weitra         | Das zweigeschoßige Eckhaus mit Apotheke besitzt eine neobarocke Fassade aus der Zeit um 1900. | BDA-Hist.: Q37927916 Status: Bescheid Stand der BDA-Liste: 2025-06-30 Name: Wohn- und Geschäftshaus GstNr.: .104 Auhofgasse 125, Weitra |
| ja   | Datei hochladen | Oberes Tor HERIS-ID: 29850 Objekt-ID: 26513                                             | Breite Gasse 81 Standort KG: Weitra        | Das Obere Tor, auch Zwettlertor genannt, ist Teil der mittelalterlichen Stadtbefestigung und wurde 1526 errichtet. | BDA-Hist.: Q21473977 Status: § 2a Stand der BDA-Liste: 2025-06-30 Name: Oberes Tor GstNr.: .149 Oberes Tor, Weitra |
| ja   | Datei hochladen | Kath. Pfarrkirche hll. Peter und Paul HERIS-ID: 29691 Objekt-ID: 26350                  | Kirchenplatz 110 Standort KG: Weitra       | Die Anfang des 13. Jahrhunderts erbaute, ursprünglich romanische Kirche wurde im 15. Jahrhundert durch spätgotische Erweiterungsbauten zu einer dreischiffigen Basilika umgewandelt. Der Hochaltar ist ein Werk von Johann Walser aus dem Jahr 1749. Das Altarblatt eines Seitenaltars wurde 1747 von Martin Johann Schmidt gemalt. Josef Rifesser schuf 1904 die neugotischen Altäre in der Barbarakapelle. | BDA-Hist.: Q21468563 Status: § 2a Stand der BDA-Liste: 2025-06-30 Name: Kath. Pfarrkirche hll. Peter und Paul GstNr.: .178 Pfarrkirche Peter und Paul, Weitra                                                                                       |
| ja   | Datei hochladen | Pfarrhof HERIS-ID: 29765 Objekt-ID: 26427                                               | Kirchenplatz 116 Standort KG: Weitra       | Der zweigeschoßige Pfarrhof wurde von 1790 bis 1793 nach einem Entwurf von Matthias Großmann erbaut. | BDA-Hist.: Q37927936 Status: § 2a Stand der BDA-Liste: 2025-06-30 Name: Pfarrhof GstNr.: .179 Pfarrhof Weitra |
| ja   | Datei hochladen | Wohnhaus, Castellihaus HERIS-ID: 29766 Objekt-ID: 26428                                 | Kirchenplatz 117 Standort KG: Weitra       | Die zeitweilige Wohnung des österreichischen Dichters und Dramatikers Ignaz Franz Castelli wurde 1787 durch dessen Vater unter Verwendung von Bauteilen des alten Karners erbaut. Die spätgotischen Portale stammen aus dem Jahr 1520. | BDA-Hist.: Q37927943 Status: § 2a Stand der BDA-Liste: 2025-06-30 Name: Wohnhaus, Castellihaus GstNr.: .94 Castellihaus |
| ja   | Datei hochladen | Nordabschnitt der Stadtmauer HERIS-ID: 253421seit 2024                                  | Kirchenplatz 116, bei Standort KG: Weitra  | Die Stadtmauer ist Teil der großteils erhaltenen mittelalterlichen Stadtbefestigung, die urkundlich erstmals 1292 erwähnt wurde. | BDA-Hist.: Q126122354 Status: Bescheid Stand der BDA-Liste: 2025-06-30 Name: Nordabschnitt der Stadtmauer GstNr.: 258, 3677/1, 28, .175/2, .175/1, 51/1, 51/2, 51/3, 51/4, 51/8, 248/5, 260, 261, .94, 248/3, 26/1, 26/2, .179 City walls of Weitra |
| ja   | Datei hochladen | Stadtmauer HERIS-ID: 65063 Objekt-ID: 77874                                             | Kirchenplatz 117 Standort KG: Weitra       | Die Stadtmauer ist Teil der großteils erhaltenen mittelalterlichen Stadtbefestigung, die urkundlich erstmals 1292 erwähnt wurde. | BDA-Hist.: Q64765248 Status: § 2a Stand der BDA-Liste: 2025-06-30 Name: Stadtmauer GstNr.: .94 City walls of Weitra |
| ja   | Datei hochladen | Figurenbildstock hl. Johannes Nepomuk HERIS-ID: 29705 Objekt-ID: 26364                  | Obere Landstraße Standort KG: Weitra       | Die mit der Jahreszahl 1724 bezeichnete Steinfigur ist ein Werk von Friedrich Wilhelm Stillen. | BDA-Hist.: Q37927789 Status: § 2a Stand der BDA-Liste: 2025-06-30 Name: Figurenbildstock hl. Johannes Nepomuk GstNr.: 3706/1 Statue of John of Nepomuk at Oberes Stadttor, Weitra                                                                   |
| ja   | Datei hochladen | Dreifaltigkeitssäule HERIS-ID: 29845 Objekt-ID: 26507                                   | Rathausplatz Standort KG: Weitra           | Die mit der Jahreszahl 1748 bezeichnete Dreifaltigkeitssäule wurde von Johann Walser geschaffen. | BDA-Hist.: Q37928095 Status: Bescheid Stand der BDA-Liste: 2025-06-30 Name: Dreifaltigkeitssäule GstNr.: 3677/4 Dreifaltigkeitssäule, Weitra |
| ja   | Datei hochladen | Rathaus HERIS-ID: 29769 Objekt-ID: 26431                                                | Rathausplatz 1 Standort KG: Weitra         | Das späthistoristische Rathaus wurde von 1892 bis 1893 nach Plänen des Architekten Josef Utz erbaut. Im Festsaal befindet sich ein Deckengemälde von Wolfram Köberl aus dem Jahr 1956, das die sagenhafte Stadtgründung zeigt. | BDA-Hist.: Q37927959 Status: § 2a Stand der BDA-Liste: 2025-06-30 Name: Rathaus GstNr.: .140 Rathaus Weitra |
| ja   | Datei hochladen | Wohn- und Geschäftshaus HERIS-ID: 29772 Objekt-ID: 26434                                | Rathausplatz 4 Standort KG: Weitra         | An den Obergeschoßen des dreigeschoßigen Gebäudes befinden sich Sgraffitomalereien aus der Zeit um 1580, die 1931 freigelegt wurden. | BDA-Hist.: Q37927965 Status: Bescheid Stand der BDA-Liste: 2025-06-30 Name: Wohn- und Geschäftshaus GstNr.: .108 Sgraffitohaus, Weitra |
| ja   | Datei hochladen | Ehem. Brauhaus HERIS-ID: 29773 Objekt-ID: 26435                                         | Rathausplatz 6 Standort KG: Weitra         | Das Eckhaus war in der ersten Hälfte des 17. Jahrhunderts ein Hofbräuhaus und eine Hoftaverne. Die Fassade stammt aus dem dritten Viertel des 19. Jahrhunderts. | BDA-Hist.: Q37927973 Status: Bescheid Stand der BDA-Liste: 2025-06-30 Name: Ehem. Brauhaus GstNr.: .106 Brauhaus, Weitra |
| ja   | Datei hochladen | Wohn- und Geschäftshaus HERIS-ID: 29774 Objekt-ID: 26436seit 2017                       | Rathausplatz 7 Standort KG: Weitra         | | BDA-Hist.: Q37927979 Status: Bescheid Stand der BDA-Liste: 2025-06-30 Name: Wohn- und Geschäftshaus GstNr.: .154 Rathausplatz 7, Weitra |
| ja   | Datei hochladen | Wohn- und Geschäftshaus HERIS-ID: 29775 Objekt-ID: 26437                                | Rathausplatz 9 Standort KG: Weitra         | Das ehemalige Gasthaus besitzt einen spätgotischen Kern und eine Fassade aus der ersten Hälfte des 19. Jahrhunderts. Zwei Sgraffitofelder stammen aus dem letzten Drittel des 16. Jahrhunderts. | BDA-Hist.: Q37927985 Status: Bescheid Stand der BDA-Liste: 2025-06-30 Name: Wohn- und Geschäftshaus GstNr.: .11 Rathausplatz 9, Weitra |
| ja   | Datei hochladen | Wohn- und Geschäftshaus HERIS-ID: 29799 Objekt-ID: 26461                                | Rathausplatz 19 Standort KG: Weitra        | Die historistische Fassade des im letzten Viertel des 19. Jahrhunderts erbauten Gebäude ist am Obergeschoß erhalten. | BDA-Hist.: Q37928030 Status: Bescheid Stand der BDA-Liste: 2025-06-30 Name: Wohn- und Geschäftshaus GstNr.: .33 |
| ja   | Datei hochladen | Wohnhaus HERIS-ID: 29816 Objekt-ID: 26478                                               | Rathausplatz 30 Standort KG: Weitra        | Das zweigeschoßige Gebäude besitzt eine Fassade aus Ende des 16. Jahrhunderts / Anfang des 17. Jahrhunderts. | BDA-Hist.: Q37928057 Status: Bescheid Stand der BDA-Liste: 2025-06-30 Name: Wohnhaus GstNr.: .44 |
| ja   | Datei hochladen | Bürgerhaus HERIS-ID: 29828 Objekt-ID: 26490                                             | Rathausplatz 50 Standort KG: Weitra        | Die Fassade besitzt seit 1974 eine historisierende Putzgliederung. | BDA-Hist.: Q37928066 Status: Bescheid Stand der BDA-Liste: 2025-06-30 Name: Bürgerhaus GstNr.: .125/1 |
| ja   | Datei hochladen | Bürgerhaus HERIS-ID: 102859 Objekt-ID: 119310                                           | Rathausplatz 51 Standort KG: Weitra        | | BDA-Hist.: Q37792052 Status: Bescheid Stand der BDA-Liste: 2025-06-30 Name: Bürgerhaus GstNr.: .123 |
| ja   | Datei hochladen | Bürgerhaus HERIS-ID: 29829 Objekt-ID: 26491                                             | Rathausplatz 52 Standort KG: Weitra        | Die Fassade des zweigeschoßigen Gebäudes mit Attika-Geschoß stammt aus der Zeit um 1910. | BDA-Hist.: Q37928072 Status: Bescheid Stand der BDA-Liste: 2025-06-30 Name: Bürgerhaus GstNr.: .122 |
| ja   | Datei hochladen | Wohn- und Geschäftshaus HERIS-ID: 29830 Objekt-ID: 26492                                | Rathausplatz 53 Standort KG: Weitra        | Die Fassade vom Ende des 18. Jahrhunderts oder der ersten Hälfte des 19. Jahrhunderts wurde rekonstruiert. | BDA-Hist.: Q37928078 Status: Bescheid Stand der BDA-Liste: 2025-06-30 Name: Wohn- und Geschäftshaus GstNr.: .121 |
| ja   | Datei hochladen | Wohnhaus HERIS-ID: 29835 Objekt-ID: 26497                                               | Rathausplatz 59 Standort KG: Weitra        | Das eingeschoßige Gebäude mit Attika-Geschoß wurde 1768 errichtet. Die Fassade stammt aus dem 19. Jahrhundert. | BDA-Hist.: Q37928083 Status: § 2a Stand der BDA-Liste: 2025-06-30 Name: Wohnhaus GstNr.: .137 |
| ja   | Datei hochladen | Figurenbildstock hl. Florian HERIS-ID: 29848 Objekt-ID: 26510                           | Rathausplatz 179 Standort KG: Weitra       | Die Brunnenfigur ist mit der Jahreszahl 1770 bezeichnet. | BDA-Hist.: Q37928121 Status: § 2a Stand der BDA-Liste: 2025-06-30 Name: Figurenbildstock hl. Florian GstNr.: 3677/23 |
| ja   | Datei hochladen | Kriegerdenkmal HERIS-ID: 29846 Objekt-ID: 26508                                         | bei Rathausplatz 179 Standort KG: Weitra   | | BDA-Hist.: Q37928102 Status: § 2a Stand der BDA-Liste: 2025-06-30 Name: Kriegerdenkmal GstNr.: 3677/23 Kriegerdenkmal, Weitra |
| ja   | Datei hochladen | Persönlichkeitsdenkmal Kaiser Josef II. HERIS-ID: 29847 Objekt-ID: 26509                | bei Rathausplatz 179 Standort KG: Weitra   | Die Joseph II. darstellende Büste ist mit der Jahreszahl 1881 bezeichnet. | BDA-Hist.: Q37928109 Status: § 2a Stand der BDA-Liste: 2025-06-30 Name: Persönlichkeitsdenkmal Kaiser Josef II. GstNr.: 3677/23 Monument Joseph II, Weitra                                                                                          |
| ja   | Datei hochladen | Schloss Weitra HERIS-ID: 29695 Objekt-ID: 26354                                         | Schloß Weitra 71 Standort KG: Weitra       | Das Renaissance-Schloss wurde um 1590 unter Beteiligung des Architekten Pietro Ferrabosco begonnen und 1606 vollendet. Es steht auf den Fundamenten der zwischen 1201 und 1208 im Auftrag von Hadmar II. von Kuenring errichteten Stadtburg. 1758 wurde eine neue Schlosskapelle eingebaut. Das historistische Schlosstheater wurde 1885 nach Plänen des Büros Fellner & Helmer erbaut.                      | BDA-Hist.: Q1572598 Status: Bescheid Stand der BDA-Liste: 2025-06-30 Name: Schloss Weitra GstNr.: 1, 2, 3, 115, .1, .2, .3, .4 Schloss Weitra |
| ja   | Datei hochladen | Ehem. Bürgerspital Zum hl. Geist HERIS-ID: 29692 Objekt-ID: 26351                       | Spitalgasse 93 Standort KG: Weitra         | Das Bürgerspital wurde 1340 gestiftet und von 1729 bis 1731 im Barockstil neu erbaut. Dabei blieben ein mittelalterlicher Schüttkasten und die gotische Spitalskirche mit Wandmalereien aus dem 14. Jahrhundert erhalten. | BDA-Hist.: Q37927781 Status: Bescheid Stand der BDA-Liste: 2025-06-30 Name: Ehem. Bürgerspital Zum hl. Geist GstNr.: .216, .217, .218 Bürgerspital, Weitra                                                                                          |
| ja   | Datei hochladen | Bürgerhaus HERIS-ID: 29841 Objekt-ID: 26503                                             | Untere Landstraße 147 Standort KG: Weitra  | Das zweigeschoßige Gebäude besitzt eine spätbarocke Fassade aus der zweiten Hälfte des 18. Jahrhunderts. | BDA-Hist.: Q37928089 Status: Bescheid Stand der BDA-Liste: 2025-06-30 Name: Bürgerhaus GstNr.: .60 Bürgerhaus Untere Landstraße 147, Weitra |
| ja   | Datei hochladen | Stadtmauer HERIS-ID: 65030 Objekt-ID: 77840                                             | Standort KG: Weitra                        | Die Stadtmauer ist Teil der großteils erhaltenen mittelalterlichen Stadtbefestigung, die urkundlich erstmals 1292 erwähnt wurde. | BDA-Hist.: Q64765247 Status: § 2a Stand der BDA-Liste: 2025-06-30 Name: Stadtmauer GstNr.: 28, 51/1, 51/2, 51/3, 51/8 City walls of Weitra |
| ja   | Datei hochladen | Stadtmauer HERIS-ID: 29851 Objekt-ID: 26514                                             | Standort KG: Weitra                        | Die Stadtmauer ist Teil der großteils erhaltenen mittelalterlichen Stadtbefestigung, die urkundlich erstmals 1292 erwähnt wurde. | BDA-Hist.: Q64765246 Status: § 2a Stand der BDA-Liste: 2025-06-30 Name: Stadtmauer GstNr.: 258, 26/2 City walls of Weitra |
| ja   | Datei hochladen | Apollonia-Bildstock HERIS-ID: 29706 Objekt-ID: 26365                                    | Standort KG: Weitra                        | Der Bildstock stammt aus der Spätgotik. | BDA-Hist.: Q37927795 Status: § 2a Stand der BDA-Liste: 2025-06-30 Name: Apollonia-Bildstock GstNr.: 2532/2 Apollonia-Bildstock, Weitra |
| ja   | Datei hochladen | Bildstock HERIS-ID: 29707 Objekt-ID: 26366                                              | Standort KG: Weitra                        | Der Tabernakel-Bildstock stammt aus dem 17. Jahrhundert. | BDA-Hist.: Q37927801 Status: § 2a Stand der BDA-Liste: 2025-06-30 Name: Bildstock GstNr.: 3687/1 |
| ja   | Datei hochladen | Bildstock HERIS-ID: 29708 Objekt-ID: 26367                                              | Standort KG: Weitra                        | | BDA-Hist.: Q37927808 Status: § 2a Stand der BDA-Liste: 2025-06-30 Name: Bildstock GstNr.: 3687/1 |
| ja   | Datei hochladen | Bildstock HERIS-ID: 29735 Objekt-ID: 26395                                              | Weidenhöfen Standort KG: Wetzles           | Der Säulenbildstock stammt aus dem 18. Jahrhundert. | BDA-Hist.: Q37927870 Status: § 2a Stand der BDA-Liste: 2025-06-30 Name: Bildstock GstNr.: 2574/1 |